# Виланова (Перуђа)
Виланова је насеље у Италији у округу Перуђа, региону Умбрија.
Према процени из 2011. у насељу је живело 342 становника. Насеље се налази на надморској висини од 251 м.